# Bladtjärnen (Heds socken, Västmanland)
Bladtjärnen är en sjö i Skinnskattebergs kommun i Västmanland och ingår i Norrströms huvudavrinningsområde.